# Mark Harbers
Mark Harbers, właśc. Markus Gerardus Jozef Harbers (ur. 19 kwietnia 1969 w Ede) – holenderski polityk i samorządowiec, parlamentarzysta, w latach 2017–2019 sekretarz stanu, od 2022 do 2024 minister infrastruktury i gospodarki wodnej.

## Życiorys
W 1987 ukończył szkołę średnią w rodzinnej miejscowości. Między 1987 a 1997 studiował ekonomię na Uniwersytecie Erazma w Rotterdamie, nie uzyskując dyplomu. Pracował głównie jako doradca do spraw komunikacji.
W 1987 wstąpił do Partii Ludowej na rzecz Wolności i Demokracji (VVD). W latach 90. był radnym rotterdamskiej dzielnicy Kralingen-Crooswijk. W latach 2002–2007 zasiadał w radzie miejskiej Rotterdamu. Od 2006 pełnił funkcję asystenta politycznego ministra finansów Gerrita Zalma. W 2007 powołany w skład zarządu miasta w Rotterdamie jako wethouder do spraw gospodarki, portu i środowiska.
W 2009 objął wakujący mandat posła do Tweede Kamer. Wybierany następnie na kolejne kadencje w wyborach w 2010, 2012, 2017 i 2021.
W październiku 2017 dołączył do trzeciego rządu Marka Ruttego jako sekretarz stanu w resorcie sprawiedliwości, odpowiedzialny m.in. za kwestie imigracji i uchodźców. Stanowisko to zajmował do maja 2019. Podał się do dymisji po ujawnieniu przez „De Telegraaf” nierzetelności w przedstawionym parlamentowi raporcie dotyczącym przestępczości wśród osób ubiegających się w Holandii o azyl.
W styczniu 2022 powołany na ministra infrastruktury i gospodarki wodnej w czwartym gabinecie dotychczasowego premiera. Urząd ten sprawował do lipca 2024.